# ژرپین
شهر ژرپین (به فرانسوی: Gerpinnes) در شهرستان شرلروآ  در استان انو  در منطقه فدرال والوون در کشور بلژیک واقع شده‌است.